# Mesene hya
Mesene hya är en fjäril som beskrevs 1851 av John Obadiah Westwood. Taxonet har visat sig utgöra en geografisk fenotyp i västra Amazonas av arten Mesene monostigma, varför den ofta behandlas som underart till den senare.